# Acianthera acuminatipetala
Acianthera acuminatipetala là một loài thực vật có hoa trong họ Lan. Loài này được (A.Samp.) Luer mô tả khoa học đầu tiên năm 2004.